# Mirošov (Žďár nad Sázavou-i járás)
Mirošov település Csehországban, a Žďár nad Sázavou-i járásban. Mirošov Strážek, Blažkov, Zvole, Moravec és Bobrová településekkel határos. Lakosainak száma 128 fő (2024. január 1.).

## Népesség
A település lakosságának változását az alábbi diagram mutatja:
| Lakosok száma | 330  | 358  | 382  | 272  | 203  | 133  | 137  | 143  | 131  | 128  |
|               | 1869 | 1890 | 1921 | 1950 | 1980 | 2001 | 2017 | 2019 | 2022 | 2024 |